# 塚田きよみ
塚田 きよみ（つかだ きよみ、1964年1月9日 - ）は、日本の元女優。本名、原 聖見（はら きよみ、旧姓・塚田）、旧芸名、塚田 聖見（つかだ きよみ）。東京都江東区出身。東京都立竹台高等学校卒業。既婚。

## 略歴・人物
高校3年生の時に日本テレビ音楽学院に入り、ザ・バーズのメンバーとして活動。高校卒業後に芸能界本格デビュー。当初はCM出演の他、テレビ、映画の端役が主であったが、フジテレビ系列『クイズ・ドレミファドン!』のアシスタントガールではじめてのレギュラーを獲得し、1986年まで約4年間勤めた。
1984年、女優としてテレビドラマ初出演となった日本テレビ系列『星雲仮面マシンマン』の葉山真紀役に抜擢されてから運が向きはじめ、翌1985年にはテレビ朝日系列『巨獣特捜ジャスピオン』でも主人公のジャスピオン（黒崎輝）をサポートするアンリ役を射止め、特撮ヒーロー物ではおなじみの存在となった。
その後は、フジテレビ系列『教師びんびん物語』をはじめとした人気ドラマにレギュラー出演。1990年以降は、テレビ朝日系列『暴れん坊将軍』シリーズや同『遠山の金さん』シリーズ、TBS系列『水戸黄門』シリーズといった時代劇への出演がメインとなった。
趣味・特技は日本舞踊、ジャズダンス、テニス。現在は女優を引退し、高校生を教える教師としてイギリス在住。

## 出演

### テレビドラマ
- 星雲仮面マシンマン（1984年、日本テレビ） - 葉山真紀 役 ※レギュラー
- 宇宙刑事シャイダー 第41話「直撃じゃじゃ馬娘」（1985年1月11日、テレビ朝日） - ビビアン 役
- 巨獣特捜ジャスピオン（1985年 - 1986年、テレビ朝日） - アンリ 役 ※レギュラー
- 女ふたり捜査官（1986年、朝日放送） - 喫茶店の娘・友絵 役 ※レギュラー
- 特捜最前線 第495話「女子大生就職内定殺人事件！」（1986年、テレビ朝日） - 柏木理絵 役
- 土曜ワイド劇場（テレビ朝日）
  - みちのく温泉夫婦探偵 新婚初夜を不動明王が襲う!（1987年2月7日）
  - 伊勢志摩 密封死体の女、英虞湾に消えた妹の秘密（1992年5月22日）
- 結婚物語（1987年、日本テレビ）※レギュラー
- フレッシュドラマシリーズ / 火煙高田馬場（1987年4月4日、NTV）
- 金曜女のドラマスペシャル / 八ツあたり家族三人旅 南紀湯あたり殺人（1987年5月22日、フジテレビ）
- 同居戦争（1987年6月 - 7月、毎日放送）
- ギョーカイ君が行く!（1987年、フジテレビ）※レギュラー
- 火曜サスペンス劇場（日本テレビ）
  - 盲目のピアニスト（1987年10月6日）
  - 逆転判決 女弁護士・水城邦子（1989年5月22日）
- 暴れん坊将軍シリーズ（テレビ朝日）
  - 暴れん坊将軍III 第15話「妻を斬った男」（1988年4月16日） - 千恵
  - 暴れん坊将軍VI 第41話「陽気な刺客」（1995年10月28日） - お篠
- 花王名人劇場 / ザ トラベルマン2（1988年3月20日、KTV）
- 教師びんびん物語（1988年、フジテレビ）※レギュラー
- 砂上の家族（1988年9月 - 11月、毎日放送）
- ハロー!グッバイ 第16話「刑事は美女をスキになる」（1989年9月22日、日本テレビ）
- 男と女のミステリー / 遺産相続人…私は夫に殺される!（1989年6月2日、フジテレビ）
- はぐれ刑事純情派（テレビ朝日）
  - 第2シリーズ 第16話「身代わりに死んだ女」（1989年7月19日）- 上田和美
  - 第7シリーズ 第10話「凶器は鋏!ベッドを買った男」（1994年）- 森川美奈子
- 夏の嵐 （1989年、東海テレビ）
- 田舎の王様 TOKYOへ行く（1989年、TBS）
- ドラマ23 / 結婚狂時代（1989年、TBS）
- 水曜グランドロマン / ダブル・ウーマン・ベビー（1990年1月24日、日本テレビ）
- 日本一のカッ飛び男（1990年、フジテレビ）
- ラストダンス Last Dance（1990年、THK）
- 火曜ミステリー劇場（テレビ朝日）
  - 狙われた花嫁 東京ーグアム新婚旅行殺人事件!（1990年10月23日）
  - スーパービュー踊り子 同窓会殺人旅行（1991年6月4日）
- 連続テレビ小説 / 君の名は（1991年 - 1992年、NHK）- 牧子（末永の妻）
- 刑事貴族2（日本テレビ）
  - 第3話「誘拐された首領」（1991年）
  - 第39話「幸せの向こう側」（1992年）
- 金曜ドラマシアター / 夕陽炎炎（1991年6月7日、フジテレビ）
- 必殺仕事人・激突! 第3話「水戸黄門の印籠」（1991年、朝日放送）- お勢
- いのちの現場から 第1シリーズ（1991年、毎日放送）
- 銭形平次（フジテレビ）
  - 第2シリーズ 第12話「長者屋敷の秘密」（1992年10月21日） - おみつ 役
  - 第3シリーズ 第5話「消えた花婿」（1993年7月7日） - おさと 役
  - 第4シリーズ 第16話「消えた兇器」（1994年12月14日） - お梅 役
  - 第6シリーズ 第5話「顔のない男」（1997年） - お梅 役
- 水戸黄門（TBS）
  - 第21部 第32話「世直し旅よ永遠に・江戸」（1992年11月9日） - 弥生
  - 第23部 第16話「八兵衛夢見た若旦那・宮津」（1994年11月21日） - お小夜
- 七つの離婚サスペンス / 霧（1993年2月1日、関西テレビ）
- 名奉行 遠山の金さん 第5シリーズ 第20話「狙われた遠山奉行」（1993年9月9日、テレビ朝日）- お妙
- さすらい刑事旅情編VI 第3話「終電車の女・キャリアウーマンの秘密」（1993年、テレビ朝日）
- 女検事の捜査ファイル 第6話「覗かれた裏窓の女!結婚記念日の殺意」 （1993年、テレビ朝日） - 沢井貴美子
- 愛の天使（1994年、東海テレビ）- 内藤真理子
- 命 いずこへ（1994年 - 1995年、毎日放送）
- 江戸の用心棒 第1シリーズ　第25話「身代り清三郎、鬼になる!」（1995年2月21日、日本テレビ） - 山崎志保
- さすらい刑事旅情編VII 第13話「結婚願望の女・迷路の犯罪!?」（1995年、テレビ朝日）- 津島京子
- 姫将軍大あばれ 第37話「大奥[マル秘]抜け穴の謎」（1995年12月18日、テレビ東京）
- 毎度おジャマしまぁす 第7話「そんなとこ、スキ」（1995年、TBS）- 家庭教師

### バラエティ
- クイズ・ドレミファドン!
- 料理バンザイ! 4代目アシスタント（1992年4月 - 1994年3月）
- ビートたけしのスポーツ大将※番組対抗戦ジャスピオンチームとして

### 映画
- 湾岸道路（1984年、東映クラシックフィルム）
- Wの悲劇（1984年、東映）- 劇場のテケツ嬢(切符売り場職員)役
- 魔の刻（1985年、東映セントラルフィルム）

### オリジナルビデオ
- 真・仮面ライダー 序章（1992年、バンダイビジュアル） - セーラ・深町 役
- サンクチュアリ PART2（1995年、ビデオチャンプ）

## 出版

### 雑誌
- デラべっぴん No.23（1987年10月号、英知出版）表紙